# Nguyễn Văn Phụng (thủ môn)
Nguyễn Văn Phụng (sinh năm 1968 tại Quảng Ngãi) là một cựu thủ môn bóng đá của Câu lạc bộ bóng đá Cảng Sài Gòn.
Ông khởi đầu sự nghiệp khi thi đấu cho đội tuyển tỉnh Quảng Ngãi dự giải hạng Nhì QG. Năm 1992, khi hay tin đội Cảng Sài Gòn tuyển vị trí thủ môn, Văn Phụng bắt xe từ Quảng Ngãi đến TP.HCM để tìm cơ hội. Ở mùa bóng 1993-1994, Văn Phụng lần đầu tiên được tin tưởng trao cho vị trí chính thức ngày khai mạc gặp Đà Nẵng. Năm 1994 ông được gọi vào ĐTQG, nhưng thường không được thi đấu chính thức mà dự bị cho thủ thành lừng danh Nguyễn Văn Cường. Ông cùng đội tuyển tham dự Tiger Cup 1996, SEA Games 1997. Sau khi treo giày, ông làm HLV thủ môn cho các đội bóng khác nhau.

## Sự nghiệp Quốc tế
| Năm       | Số lần ra sân | Số bàn thắng |
| --------- | ------------- | ------------ |
| 1995      | 2             | 0            |
| 1997      | 5             | 0            |
| Tổng cộng | 7             | 0            |

## Danh hiệu
Cấp CLB:
- Vô địch quốc gia: 1993-1994, 1997, 2001-2002
- Đoạt Cúp Quốc gia: 1992, 1999-2000
- Vô địch hạng Nhất QG: 2004

Cấp ĐTQG:
- HCĐ Tiger Cup 1996
- HCĐ SEA Games 19

Cá nhân:
- Thủ môn xuất sắc nhất giải VĐQG 1996[1]